# Tailleur rosa Chanel di Jacqueline Bouvier Kennedy
Il tailleur rosa Chanel di Jacqueline Bouvier Kennedy era l'abito che la first lady, moglie del presidente degli Stati Uniti d'America John Fitzgerald Kennedy, indossava il giorno dell'assassinio del marito a Dallas, Texas, il 22 novembre 1963. Ad accompagnare il tailleur di colore rosa e blu c'era il caratteristico cappellino a tamburello dello stesso colore rosa dell'abito. Il tailleur rosa di Jacqueline Kennedy è diventato uno dei simboli dell'assassinio del marito, oltre che una delle icone della moda degli anni sessanta.
È stato descritto come "un famoso abito rosa che sarà per sempre nella coscienza storica dell'America", come "una di quelle immagini indelebili che gli americani hanno immagazzinato: Jackie nel tailleur Chanel rosa, macchiato di sangue", come "il capo d'abbigliamento più leggendario della storia americana", e come "emblematico per la fine della sua innocenza". La stessa Jacqueline Kennedy era considerata un'icona della moda, e questo abito è intuibilmente il più referenziato e rivisitato di tutti i suoi abiti, ed il suo segno di riconoscimento.
Dopo che il presidente Kennedy fu assassinato, Jacqueline Kennedy continuò ad indossare l'abito, macchiato di sangue, durante il giuramento di Lyndon B. Johnson e durante il volo di ritorno a Washington con la salma del presidente. Attualmente l'abito non è esposto al pubblico e viene conservato presso l'Archivio nazionale in una teca sottovuoto, protetto da eventuali effetti sfavorevoli del clima. Per volere degli eredi l'abito dal 2003 non è più visibile e non verrà esposto al pubblico per i prossimi cent'anni.

## Il tailleur

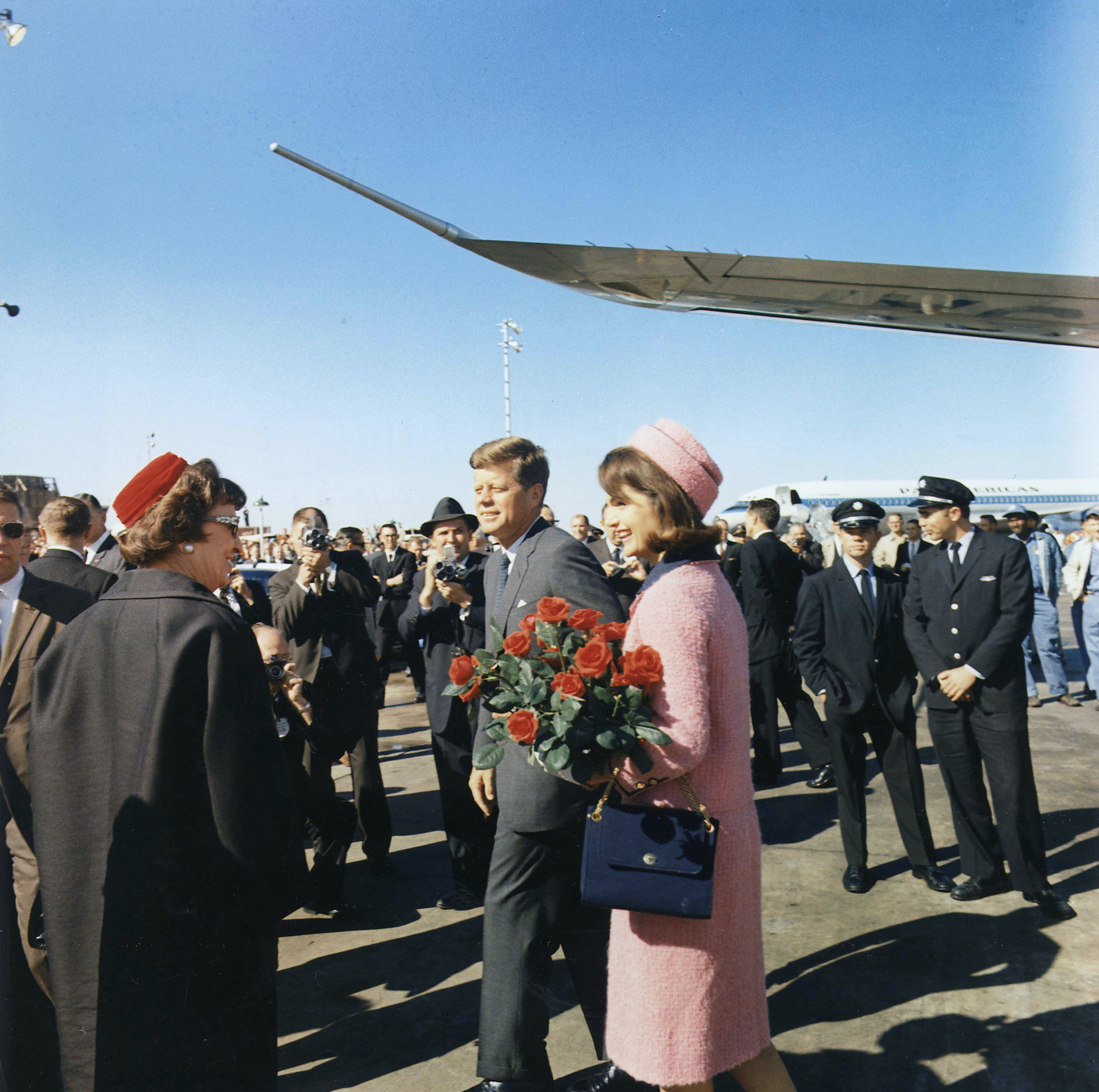
I Kennedy arrivano presso il Love Field, a Dallas.

Fra la fine degli anni cinquanta e l'inizio degli anni sessanta, i tailleur di Chanel erano uno dei più forti simboli delle donne della borghesia chic che potevano essere trovate in tutto il mondo occidentale, ed evocavano la forte immagine di una donna di classe, intelligente, indipendente e moderna. Durante questo periodo, il tailleur diventò "un oggetto indispensabile nel guardaroba di ogni americana, in quanto si adattava ad ogni momento della giornata." Anche se le donne che vestono di colore rosa nel ventunesimo secolo sono piuttosto comuni, negli anni cinquanta quel colore era una novità nella moda, ed era stato reso popolare ed amato nella cultura americana da Mamie Eisenhower, che aveva lanciato un colore che la storica statunitense Karal Ann Marling avrebbe chiamato "Rosa Mamie". Dato che il tailleur Chanel era una forte dichiarazione di indipendenza femminile, e dato che il colore rosa era invece un elemento di femminilità tradizionale, forse l'abbinamento cercava di evitare l'associazione con gli attributi femministi dettati dall'abito Chanel nella società tradizionalista e conservatrice americana.

Prima che John F. Kennedy partisse per Dallas, aveva chiesto alla moglie cosa intendesse vestire. In un'intervista con William Manchester dopo l'evento, Jacqueline Kennedy disse che suo marito le aveva detto: 
Il tailleur rosa, che, come detto, era uno dei preferiti del marito, era stato presentato da Coco Chanel durante la sua collezioni autunno/inverno del 1961. Esistono fotografie che mostrano la first lady indossare quel tailleur, o uno molto simile ad esso, a Washington nel novembre 1961, in una chiesa il 12 novembre dello stesso anno, a Londra il 26 marzo 1962, a Washington nel settembre 1962, presso la Lafayette Square il 26 settembre 1962, durante una visita al re dell'Algeria il 15 ottobre 1962 e durante una visita al Maharaja del Jaipur il 13 ottobre 1962. Dopo l'ultima di queste apparizioni, apparentemente Jacqueline Kennedy non fu più fotografata in quella mise sino al giorno dell'omicidio del marito, quando fu fotografata prima mentre scendeva dall'Air Force One, in seguito a Fort Worth e dopo a Dallas negli attimi prima dell'assassinio.
Il tailleur era un doppio petto, con tre bottoni dorati e due tasche con bordo blu. Lo spesso colletto, e l'orlo sulle maniche e sulle tasche erano blu marino. Abbinato all'abito c'era il caratteristico cappellino a tamburello in rosa coordinato. Jacqueline Kennedy completava la mise con una borsa elegante blu, coordinata con il colletto, con orlo dorato. Va notato che la maggior parte del pubblico americano che vide le fotografie della coppia presidenziale in televisione e sui giornali fra il 1961 ed il 1963 non ebbe modo di capire di che colore fosse l'abito della first lady, dato che all'epoca sia le trasmissioni televisive, che le pubblicazioni cartacee erano esclusivamente in bianco e nero. Il colore rosa acceso dell'abito della Kennedy divenne celebre, soltanto dopo la pubblicazione delle indagini della Commissione Warren in una rivista a colori nell'ottobre 1964.

## Il sistema Chez Ninon "linea per linea"
C'è stato un considerevole dibattito fra gli storici della moda e gli esperti relativamente al fatto che il tailleur fosse uno Chanel originale o una copia di qualità acquistati dalle collezioni semiannuali di Karl Lagerfeld o di Chez Ninon. Un numero di fonti dichiarano che è più che probabile che si tratti di una copia di uno Chanel; alcuni affermano che è stato realizzato da Chez Ninon durante un salone della moda di New York del 1961, copiando un abito rosa in lana di Chanel decorato con un colletto di color blu marino. Tuttavia nella biografia autorizzata di Coco Chanel, pubblicata nel 2010, Justine Picardie ha dichiarato che il tessuto, i bottoni ed i ricami della giacca provenivano dalla sede parigina di Chanel, e che il vestito era stato adattato per Jacqueline Kennedy presso Chez Ninon, usando il sistema che sarebbe stato chiamato "linea per linea" messo a punto da Chanel. Picardie insiste che tale sistema non aveva nulla a che fare con contraffazione o pirateria, dato che era ovvio il fatto che Chanel forniva i materiali a Chez Ninon. Lo scopo di comprare quell'abito da Chez Ninon non era per una questione di risparmio – il prezzo era lo stesso – ma appariva maggiormente patriottico all'elettorato americano comprare abiti in America anziché in Francia. Si è stimato che l'abito nel 1963 costasse fra gli 800 ed 1.000 dollari.

## L'assassinio

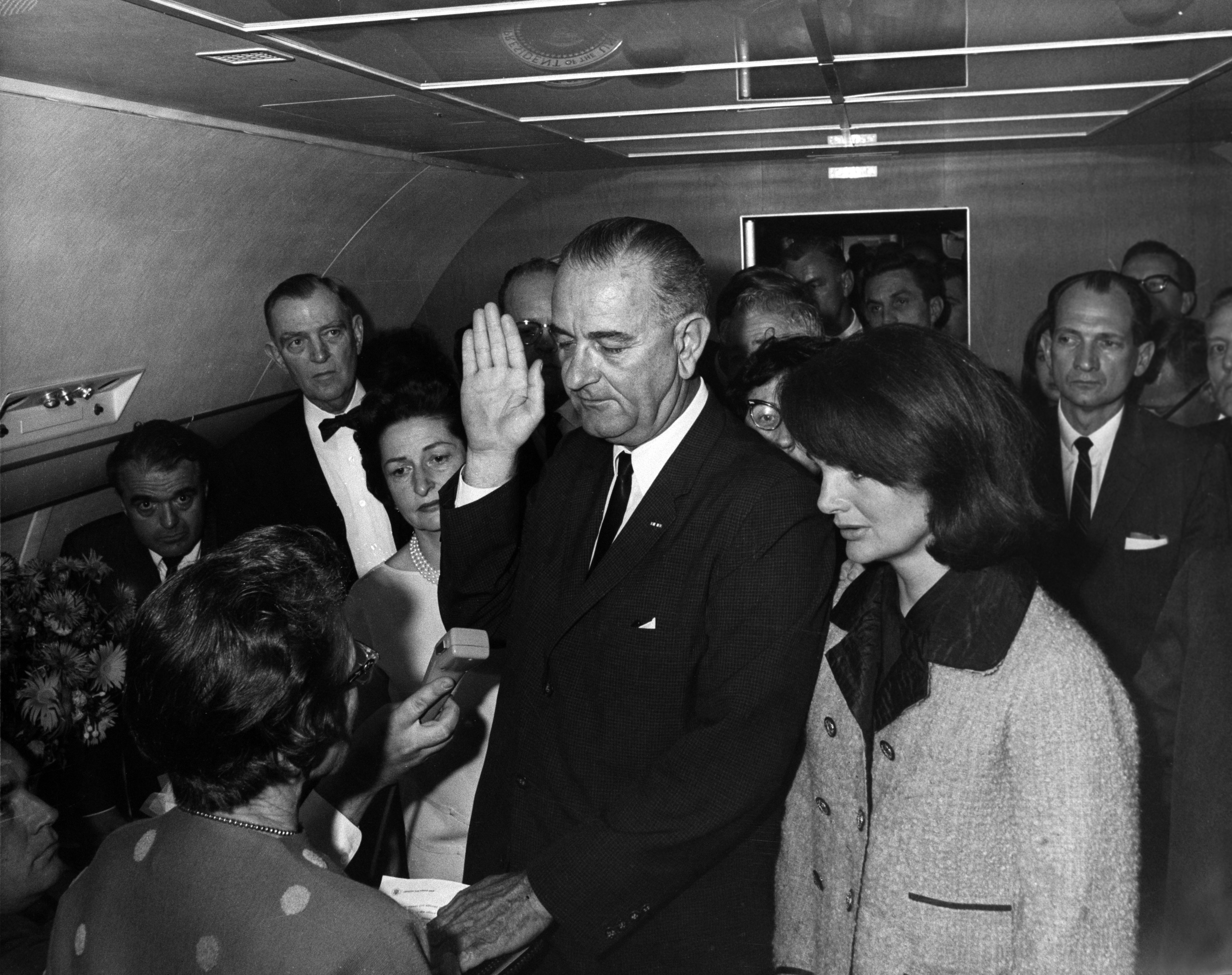
Jacqueline Kennedy, con indosso il tailleur sporco di sangue, assiste al giuramento di Johnson che prende il posto del marito.

Jacqueline Kennedy era seduta al posto posteriore della Lincoln Continental scoperta al fianco del marito mentre l'auto viaggiava a Dallas. Immediatamente dopo che Kennedy fu colpito da uno sparo in testa, l'abito fu schizzato del suo sangue; quando Lady Bird Johnson vide l'auto all'ospedale in seguito all'assassinio, disse: 
 Dopo l'assassinio, Jaqueline Kennedy rifiutò di togliersi il tailleur, dicendo a Lady Bird, che le aveva chiesto se voleva qualcuno per aiutarla a cambiarsi: 
 Nonostante i consigli del medico di John F. Kennedy, l'ammiraglio George Burkley, che "gentilmente aveva cercato di convincerla a togliere l'abito rosa Chanel sporco di sangue", la first lady continuò ad indossare l'abito al fianco di Lyndon B. Johnson durante il suo giuramento come trentaseiesimo presidente degli Stati Uniti d'America. Lady Bird ricorda che durante il giuramento sull'Air Force One: 
Jaqueline non ebbe alcun rimorso nel rifiutare di togliere il suo tailleur sporco di sangue; il suo unico rimpianto fu quello di lavarsi via il sangue dal viso prima del giuramento di Johnson. Quando finalmente il mattino seguente la Kennedy tolse il tailleur, una cameriera lo piegò e lo mise in una scatola. Alcuni giorni dopo l'assassinio questa scatola fu spedita alla madre di Jacqueline Kennedy, che scrisse "22 novembre 1963" sulla parte superiore della scatola e la conservò nel suo appartamento. Successivamente la scatola fu consegnata agli archivi nazionali, dove viene tenuta fuori dalla vista del pubblico, mentre il vestito non è mai stato lavato.

## Riferimenti culturali
Il tailleur rosa di Jacqueline Kennedy è stato ampiamente citato e replicato in varie produzioni cinematografiche e teatrali:
- nel 2011 Katie Holmes ha indossato una copia di quel tailleur nel suo ritratto di Jacqueline Kennedy nella miniserie televisiva The Kennedys. In ogni caso la copia del tailleur Chanel è stata effettuata da Giorgio Armani;[9]
- un abito simile al tailleur Chanel è indossato da Martha Quimby, uno dei personaggi minori della serie animata I Simpson. Il personaggio stesso rappresenta una parodia di Jacqueline Kennedy. Il tailleur rosa è citato anche nell'episodio Scene di lotta di classe a Springfield della settima stagione, nel quale Marge compra un tailleur rosa di Chanel e con quello viene ammessa ad un prestigioso club.
- un abito simile, viene inoltre indossato da Emma Roberts, nella serie Scream Queens.